# Laforêtita
La laforêtita és un mineral de la classe dels sulfurs que pertany al grup de la calcopirita. Fou anomenat així en honor de Claude P. Laforêt, metal·lògraf del servei de Recerques Geològiques i Mineres que fou el primer en observar el mineral a la mina Montgros.

## Característiques
La laforêtita és un mineral de fórmula química AgInS₂. Cristal·litza en el sistema tetragonal. La seva duresa a l'escala de Mohs és 3.
Segons la classificació de Nickel-Strunz, la laforêtita pertany a «02.CB - Sulfurs metàl·lics, M:S = 1:1 (i similars), amb Zn, Fe, Cu, Ag, etc.» juntament amb els següents minerals: hawleyita, metacinabri, polhemusita, sakuraiïta, esfalerita, stil·leïta, tiemannita, rudashevskyita, calcopirita, eskebornita, gal·lita, haycockita, lenaïta, mooihoekita, putoranita, roquesita, talnakhita, coloradoïta, černýita, ferrokesterita, hocartita, idaïta, kesterita, kuramita, mohita, pirquitasita, estannita, estannoidita, velikita, chatkalita, mawsonita, colusita, germanita, germanocolusita, nekrasovita, estibiocolusita, ovamboïta, maikainita, hemusita, kiddcreekita, polkovicita, renierita, vinciennita, morozeviczita, catamarcaïta, lautita, cadmoselita, greenockita, wurtzita, rambergita, buseckita, cubanita, isocubanita, picotpaulita, raguinita, argentopirita, sternbergita, sulvanita, vulcanita, empressita i muthmannita.
L'exemplar que va servir per a determinar l'espècie, el que es coneix com a material tipus, es troba conservat al: Museu Geològic de Lausana (Suïssa; núm. mgl 58600); altres fragments del mineral tipus es troben dipositats al Museu d'Història Natural de París (França)

## Formació i jaciments
En la seva localitat tipus va ser trobada en el material d'una escombrera de mina en inclusions en galena. En context geològic de la mina és de dipòsit hidrotermal en vetes. A més a més de la seva localitat tipus, a França, també s'ha trobat al Japó. S'ha descrit associada a galena, esfalerita, barita, ankerita, quars (mina Montgros, France); esfalerita, hocartita, piirargirita (mina Toyoha).